# قلعة السوق
قلعة السوق أو قلعة البلدة هي قلعة أثرية تقع على تل مرتفع في محافظة الوجه بمنطقة تبوك، السعودية، يعود تاريخ بناؤها إلى العام 1276 هـ / 1859م في فترة نهاية العصر العثماني وبداية العهد السعودي بغرض حماية البلدة والإشراف على ميناء الوجه والسوق القديم.

## الموقع
تقع قلعة السوق جنوب غرب محافظة الوجه شمال غرب المملكة، على مرتفع يقدر بـ 50 مترًا فوق السوق القديم، وتكشف عن موقعها جميع نواحي البلدة والمناطق المحيطة بها.

## وصف القلعة
يتكون تصميم قلعة السوق من بناء مستطيل الشكل يتوسطه فناء محاط بالحجرات ومرافق القلعة، يضم في ركنه الشمالي الشرقي برج وحيد، ويقع مدخل القلعة في الجدار الغربي من القلعة، وكانت هذه القلعة مقراً لحامية البلدة في العصر العثماني، وبداية العهد السعودي ثم أصبحت مقراً لشرطة الوجه ثم مستودع لسلاح الحدود.

## انظر ايضًا
- قلعة الزريب
- قلعة المويلح
- قلعة تبوك
- قلعة المعظم
- قلعة الأزلم

## وصلات خارجية
- قلعة السوق بالوجه.